# Vitnäbbad myrpitta
Vitnäbbad myrpitta (Grallaria carrikeri) är en fågel i familjen myrpittor inom ordningen tättingar.

## Utbredning och systematik
Fågeln förekommer i Andernas östsluttning i norra Peru (Amazonas och La Libertad). Den behandlas som monotypisk, det vill säga att den inte delas in i några underarter.

## Status
IUCN kategoriserar arten som livskraftig.